# Самур-Яламінський національний парк
Самур-Ялама (азерб. Samur-Yalama Milli Parkı) — один із 9 національних парків республіки Азербайджан, станом на 2016 рік. Є наймолодшим національним парком республіки: указ про його створення президент Азербайджану підписав 5 листопада 2012 року.

## Географія
Займає площу 11772,45 га (117,7245 км²). Безпосередньо на північ від парку, на іншому березі річки Самур розташований Самурський державний природний заказник Росії площею 11 200 га (112 км²), більша частина якого була перетворена на національний парк у 2019 р. Обидва парки таким чином доповнюють один одного: їхньою метою є збереження найціннішої субтропічної екосистеми у дельті річки Самур, відомої як Самурський ліс. Це єдине місце республіки, де ліси виходять до моря. Щорічна кількість опадів на його території варіює від 300 мм на узбережжі моря (15 м нижче рівня моря) до 450 і вище (на висоті близько 65 м вище. за м.). Територію включає до свого складу Хачмазький район республіки, регіон Губа-Хачмаз. Найбільше поселення в районі парку, що складається з кількох хуторів, зветься Ялама. Неподалік розташовані й одні з найвідоміших курортів Азербайджану: селища Мухтадір (Істісу), Набрань.

## Природа
Переважні види дуб довгоножковий, дуб каштанолистий, робинія ложноакацієва, кавказький граб, вільха, тополя. Багато боліт та заток, у яких нерестяться цінні породи риб, у тому числі каспійська форель . У парку є й інші ландшафти: приморські пляжі, чагарники, сади, поля, пасовища, луки, а також степи та напівпустелі. У парку проводяться різні науково-дослідні роботи, наприклад, вивчення інфузорій. У ґрунтовому складі переважають пісок, глини, а також їхня суміш. Територія парку піддається сильному антропогенному впливу внаслідок розташування в зоні активної сільськогосподарської діяльності та населення республіки, що швидко росте.